# Vagnas
Vagnas är en kommun i departementet Ardèche i regionen Auvergne-Rhône-Alpes i sydöstra Frankrike. Kommunen ligger  i kantonen Vallon-Pont-d'Arc som ligger i arrondissementet Largentière. År 2022 hade Vagnas 628 invånare.

## Befolkningsutveckling
Antalet invånare i kommunen Vagnas
Referens: INSEE

## Galleri

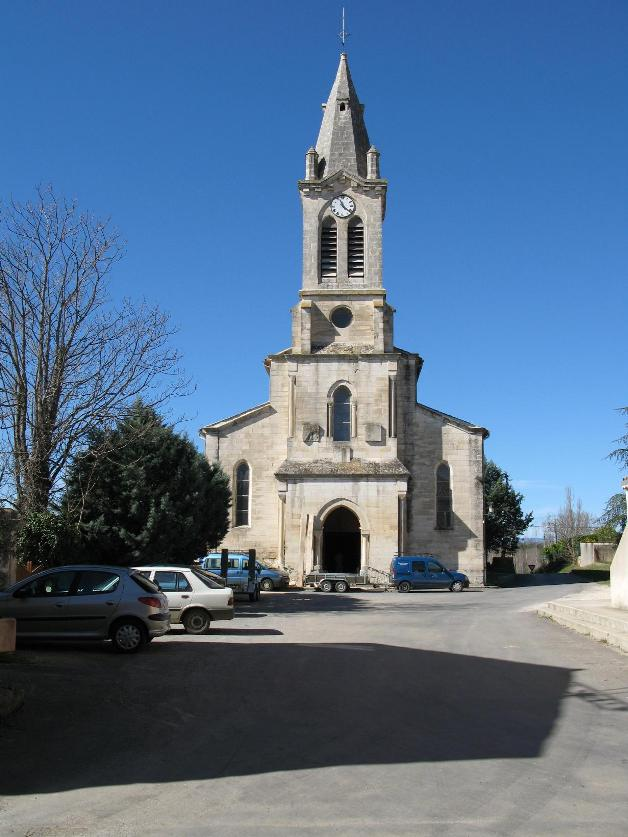
Kyrkan